# Mairunovich
Mairunovich (マイルノビッチ?, Mairunobicchi) è un manga shōjo di Zakuri Sato, che è stato serializzato sulla rivista quindicinale Margaret dal 20 dicembre 2010 al 19 aprile 2014 per 76 capitoli. Tali capitoli sono stati poi raccolti in 12 volumi, pubblicati da Shūeisha sotto l'etichetta Margaret Comics. In Italia il manga è pubblicato dalla casa editrice Star Comics da ottobre 2013.

## Personaggi
- Mairu Kinoshita
- Fuwari
- Tenyu Kumada
- Ikeda
- Airu Kinoshita
- Futo Kotsugi
- Mirai Kotsugi
- Narutaro Kudo
- Ayano Matsumaru

## Manga
La serie, scritta e illustrata da Zakuri Sato, è stata serializzata sulla rivista Margaret di Shueisha dal 20 dicembre 2010 al 19 aprile 2014. I 76 capitoli della serie sono stati raccolti in dodici volumi, pubblicati sotto l'etichetta Margaret Comics da Shueisha, il primo dei quali è stato pubblicato il 25 aprile 2011. In Italia il manga è pubblicato da Star Comics a cadenza bimestrale e al 27 novembre 2014 sono usciti 8 volumi, il primo dei quali è uscito il 26 ottobre 2013.
| Nº | Titolo italiano Giapponese 「Kanji」 - Rōmaji | Data di prima pubblicazione              | Data di prima pubblicazione |
| Nº | Titolo italiano Giapponese 「Kanji」 - Rōmaji | Giapponese                               | Italiano                    |
| 1  | Mairunovich 1 「マイルノビッチ 1」 - Mairu no bicchi 1 | 25 aprile 2011 ISBN 978-4-08-846641-5    | 26 ottobre 2013             |
| 2  | Mairunovich 2 「マイルノビッチ 2」 - Mairu no bicchi 2 | 25 luglio 2011 ISBN 978-4-08-846670-5    | 21 novembre 2013            |
| 3  | Mairunovich 3 「マイルノビッチ 3」 - Mairu no bicchi 3 | 25 novembre 2011 ISBN 978-4-08-846716-0  | 23 gennaio 2014             |
| 4  | Mairunovich 4 「マイルノビッチ 4」 - Mairu no bicchi 4 | 23 marzo 2012 ISBN 978-4-08-846752-8     | 20 febbraio 2014            |
| 5  | Mairunovich 5 「マイルノビッチ 5」 - Mairu no bicchi 5 | 25 giugno 2012 ISBN 978-4-08-846784-9    | 24 aprile 2014              |
| 6  | Mairunovich 6 「マイルノビッチ 6」 - Mairu no bicchi 6 | 25 settembre 2012 ISBN 978-4-08-846826-6 | 26 giugno 2014              |
| 7  | Mairunovich 7 「マイルノビッチ 7」 - Mairu no bicchi 7 | 25 dicembre 2012 ISBN 978-4-08-846866-2  | 21 agosto 2014              |
| 8  | Mairunovich 8 「マイルノビッチ 8」 - Mairu no bicchi 8 | 25 aprile 2013 ISBN 978-4-08-845024-7    | 27 novembre 2014            |
| 9  | Mairunovich 9 「マイルノビッチ 9」 - Mairu no bicchi 9 | 23 agosto 2013 ISBN 978-4-08-845079-7    | -                           |
| 10 | Mairunovich 10 「マイルノビッチ 10」 - Mairu no bicchi 10 | 25 dicembre 2013 ISBN 978-4-08-845138-1  | -                           |
| 11 | Mairunovich 11 「マイルノビッチ 11」 - Mairu no bicchi 11 | 25 aprile 2014 ISBN 978-4-08-845191-6    | -                           |
| 12 | Mairunovich 12 「マイルノビッチ 12」 - Mairu no bicchi 12 | 25 agosto 2014 ISBN 978-4-08-845250-0    | -                           |
| 12 | Trama Mairu kinoshita è una ragazza normale con un particolare è brutta, i ragazzi la ignorano, la puntano e ridono e sono disgustati. Tutto finché incontra Kumada tenyuu, il suo salvatore, lui le dà fiducia in sé stessa e lei diventa carina. Una lunga storia piene di storie d'amore strane, tristi, e divertenti. Un bellissimo shõjo. |                                          |                             |